# Darbuka
Um darbuka, tarabuka, tarabaki, darabuka, derbake, debuka, doumbek, dumbec, dumbeg, dumbelek, toumperleki, tumbak, ou ainda zerbaghali (em árabe egípcio:  دربوكة) é um membranofone tradicional na música árabe, tendo parentesco com o djembe do oeste africano. O derbake também é considerado um dos instrumentos principais dos conjuntos árabes. Como fornece uma base rítmica, tem por função dar a estrutura para toda a música.
Na forma de um cálice, é muito utilizado na música tradicional egípcia, sendo considerado um símbolo nacional do Shaabi, música popular egípcia. O instrumento também é popular em músicas do Oeste e Sul da Ásia, Norte da África e Leste Europeu.
O tambor africano djembe também é um membranofone.

## História
A origem do termo Darbuka reside na gíria árabe egípcia rural que mudou "darb", que significa "atacar", para "darabuka". Tais tambores e semelhantes existem há milhares de anos e foram usados nas culturas da Mesopotâmia e do Antigo Egito. Eles também foram descobertos na Babilônia e na Suméria já em 1100 AEC. Em Sulawesi, grandes tambores em forma de cálice são usados como instrumentos religiosos e colocados no chão quando tocados, o que pode refletir o uso antigo do tambor.

## Técnica
Os tambores orientais e norte-africanos são tocados debaixo do braço ou apoiados na perna do instrumentista, com um toque muito mais leve e batidas bastante diferentes (às vezes incluindo rolos ou ritmos rápidos articulados com as pontas dos dedos) para tambores manuais como o djembe, encontrado na África Ocidental.
Existem dois tipos principais de tambores em cálice. O estilo egípcio, Darbuka, também é conhecido como Tabla e é muito popular; tem bordas arredondadas ao redor da cabeça, enquanto o estilo turco expõe a borda da cabeça. A borda exposta permite um acesso mais próximo à cabeça para que as técnicas de estalar os dedos possam ser executadas, mas a borda dura desencoraja os giros rápidos possíveis com o estilo egípcio.

## Material
Pode ser construído de barro ou madeira com peles de couro de peixe ou carneiro. Os mais modernos são construídos com alumínio fundido com pele de nylon sintético, dependendo da sua frequente utilização ou do gosto do músico.
Antigamente, os músicos utilizavam-se do derbake apenas de madeira ou barro, e revestimento em pele de animal. Porém, com a frequente necessidade de utilização do instrumento com uma melhor afinação, em diversos tipos de climas, construiu-se um instrumento de estrutura de alumínio e pele artificial, pois a afinação é mantida independente do clima da região, não precisando aquecer a mesma para obter uma afinação mais adequada.

## Som
O instrumento de percussão se caracteriza pela sua variação de belos e encantadores sons, formados pelos seus extremos sonoros. O solo de derbake é composto de ritmos e marcações. Extremos altos e baixos no aspeto velocidade e sonoridade, onde as variações de possíveis brincadeiras do músico dão as nuances na melodia.  É em seu solo que a bailarina e o músico se desafiam para assim formarem uma bela apresentação.

## Galeria

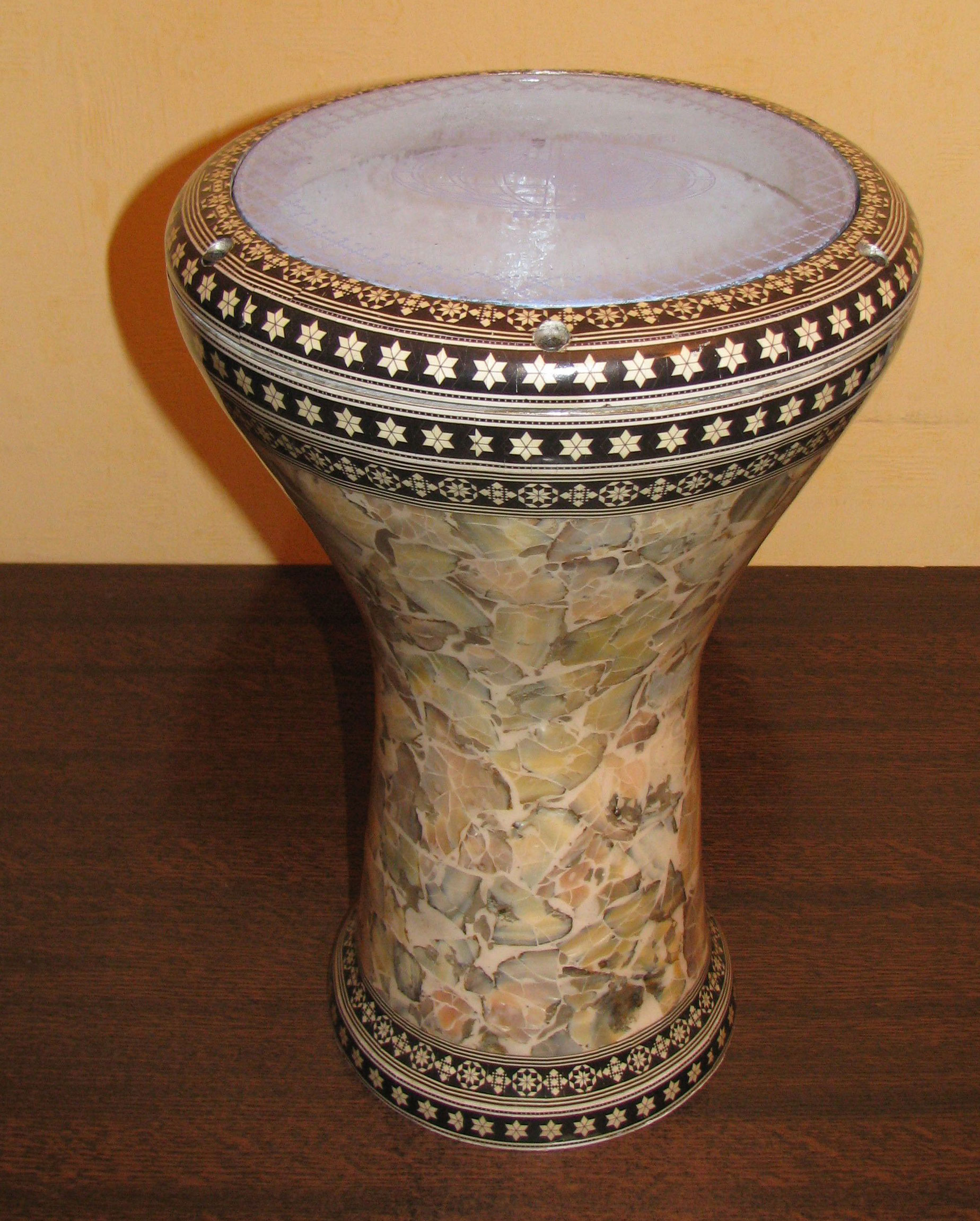
Tabla egípcia
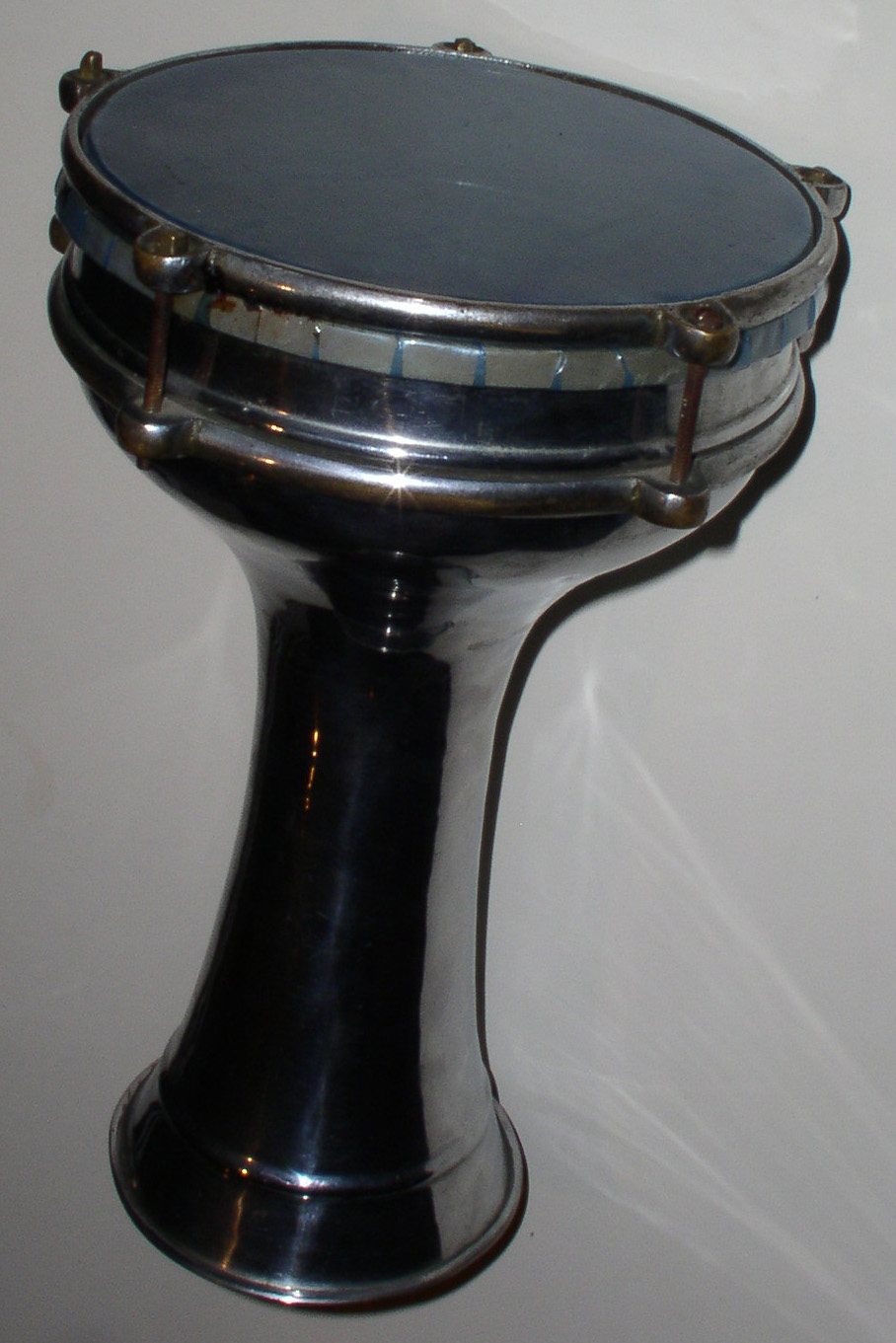
Darabuka turca
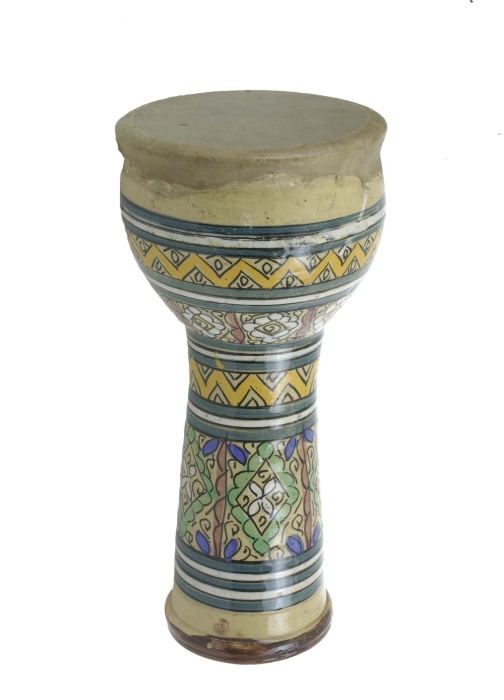
Darbuka marroquina
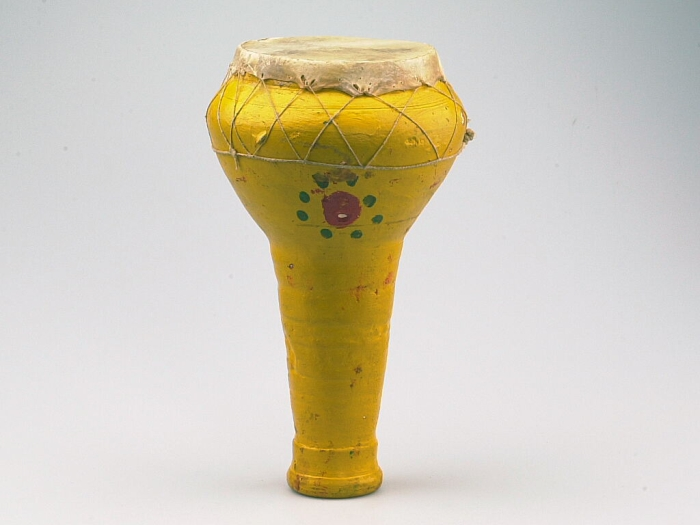
Darbuka libanesa
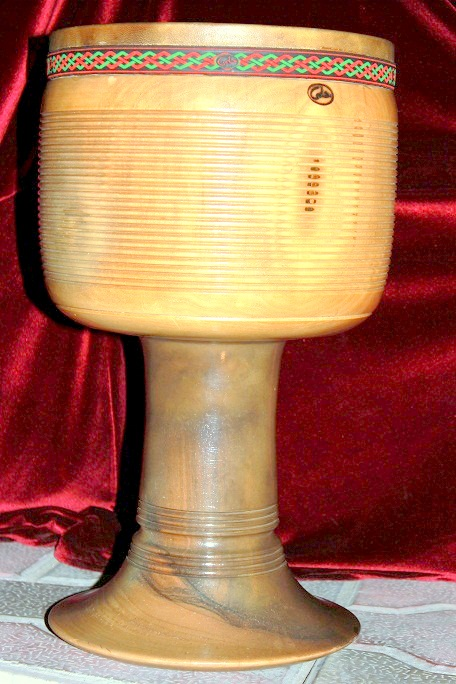
Tombak ou zarb iraniano
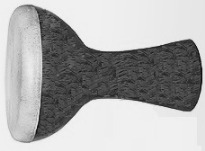
Tumbaknaer indiano
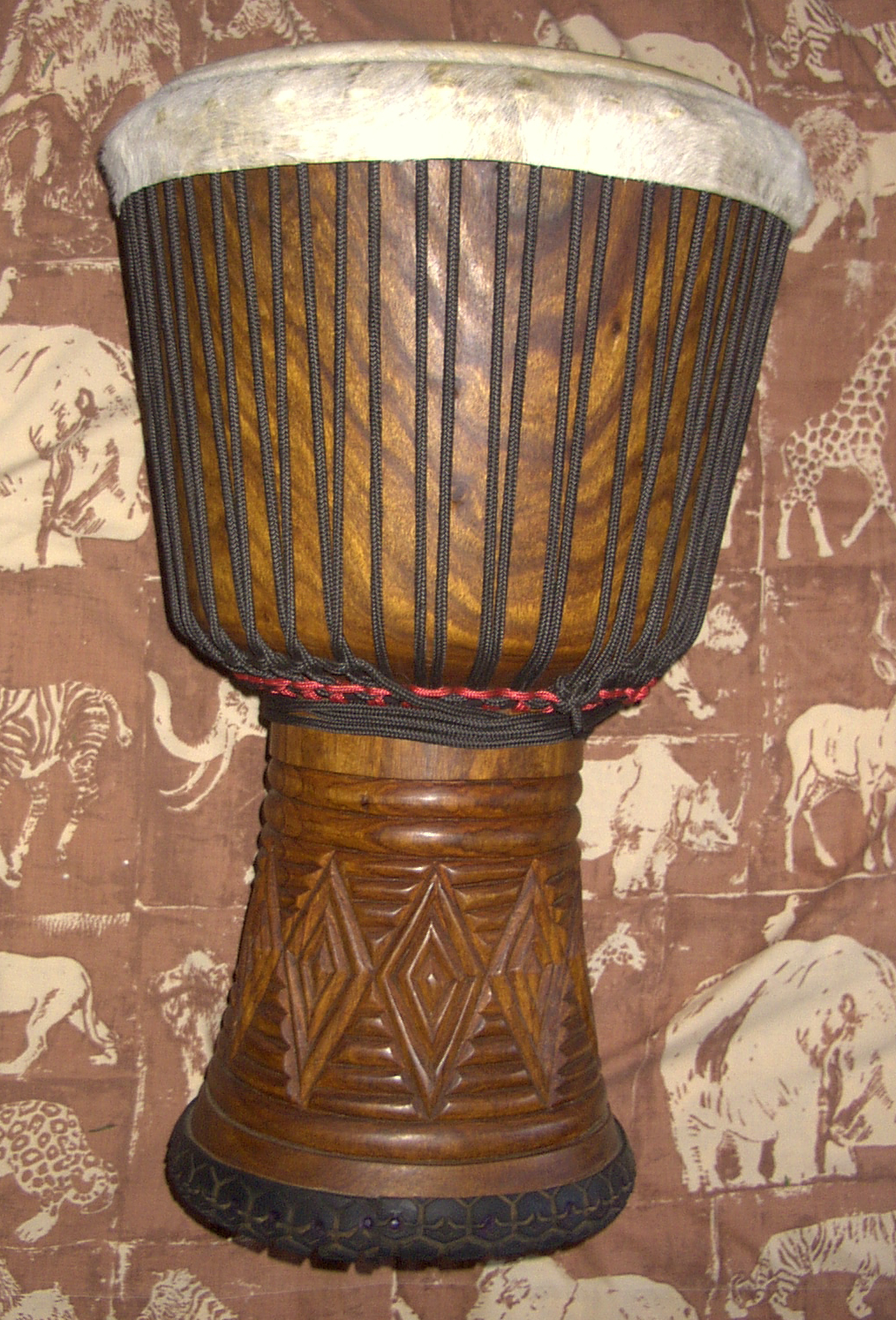
Djembe africano
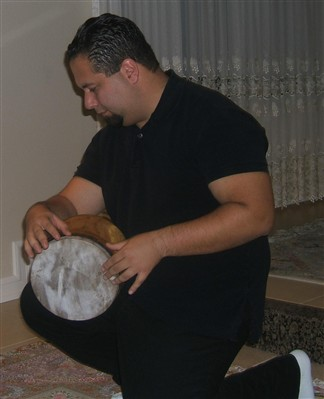
Homem tocando um doumbek